# Ya Qalbi Kheli el Hal
Ya Qalbi Kheli el Hal est une chanson de Cheikh mohamed el kourd, chanteur Maalouf. La chanson est reprise par Fadela Dziria. Les premières paroles « Ya qalbî khallî al-hàl yamchî 'ala hâlou » peuvent être traduite de l'arabe par : « mon cœur, laisse le temps aller selon sa fantaisie ».